# Oxydia geminata
Oxydia geminata là một loài bướm đêm trong họ Geometridae.